# كنيسة الطاهرة (الموصل)
كنيسة الطاهرة في الموصل، هي كنيسة للسريان الكاثوليك تقع في الساحل الايمن من مدينة الموصل في العراق، تبلغ مساحتها 650 متراً مربعاً،وهي امتداد لكنيسة الطاهرة القديمة، وقد هدمت جزئياً في جراء الحرب على المدينة 

## اثار الحرب على الكنيسة
تعرضت الكنيسة إلى الدمار عام 2017 عند تحرير المدينة من داعش، مما ادى الى انهيار سقف الكنيسة واجزاء كبيرة من الاروقة، وتم تدمير القبب والجدران الخارجية، حيث تبقى منها 3 جدران بالاضافة الى أعمدة عدد2. 

## إعادة إعمار الكنيسة
بتمويل من دولة الامارات وإشراف منظمة اليونسكو والهيئة العامة لمفتشية الآثاروتنفيذ شركة محلية،  بدأ إعادة إعمار الكنيسة سنة 2021، تم استخراج المواد البنائية من الانقاض التابعة للكنيسة ما يقارب 7 آلاف قطعة من الفرش (حجر المرمر) بمساعدة مفتشية الآثار، والعمل على إعادة صيانة للاحجار وتم استخدامها في البناء وتم استخدام 4آلاف قطعة من اصل 7آلاف، والقطع التي لم تصلح لاغراض انشائية تم تعويضها بأحجار جديدة بنفس التفاصيل القديمة، 

## معرض صور

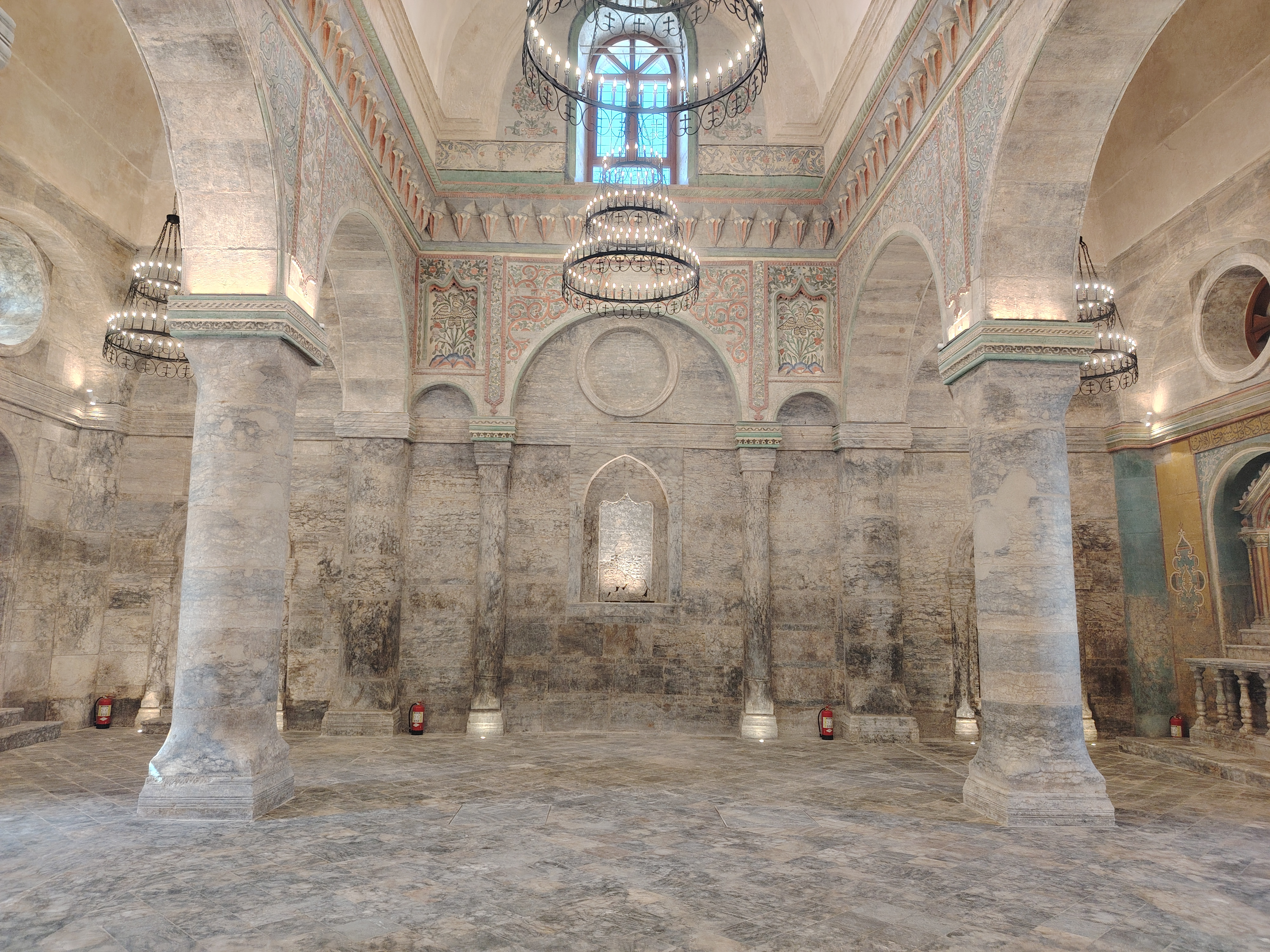
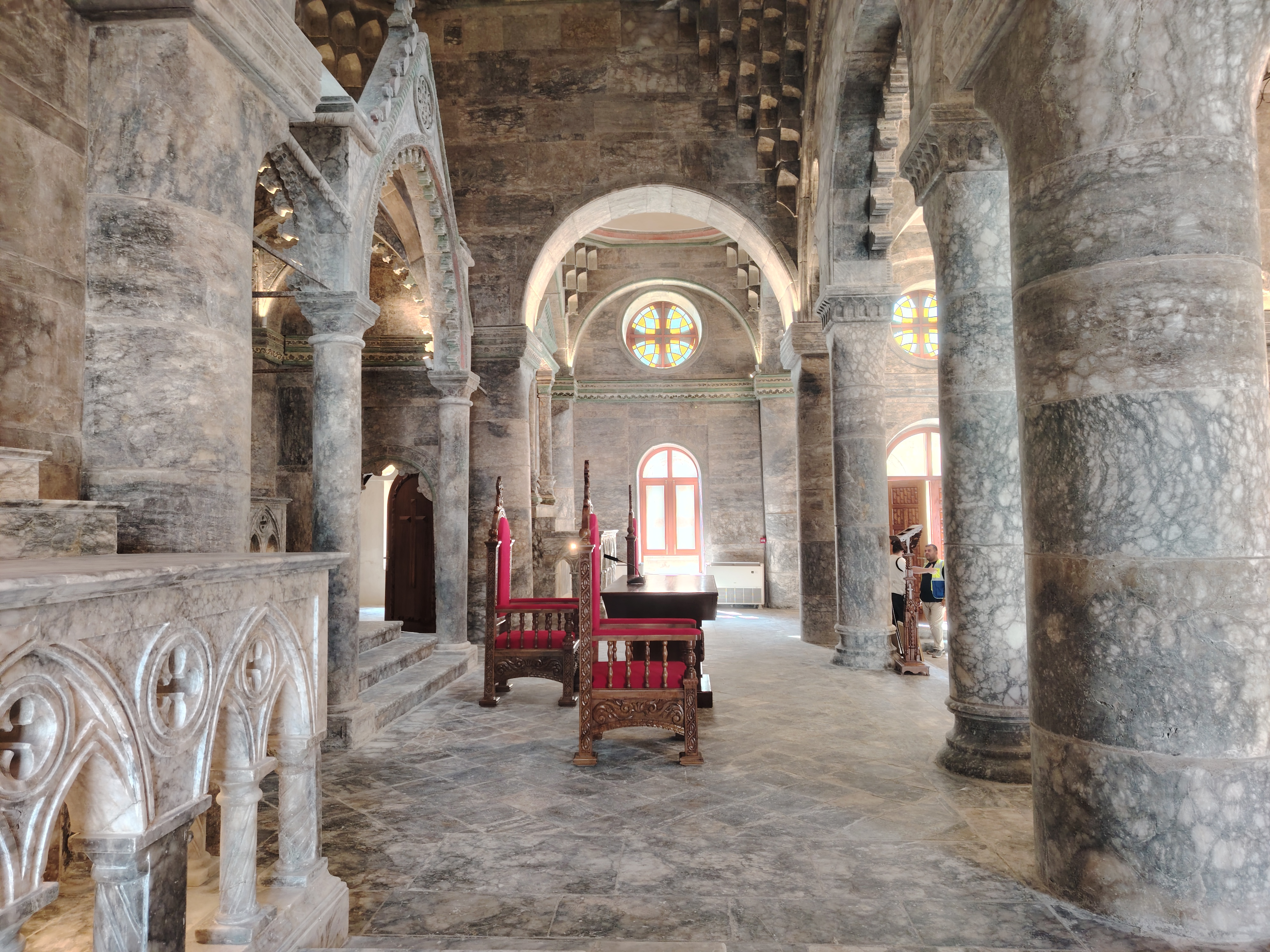
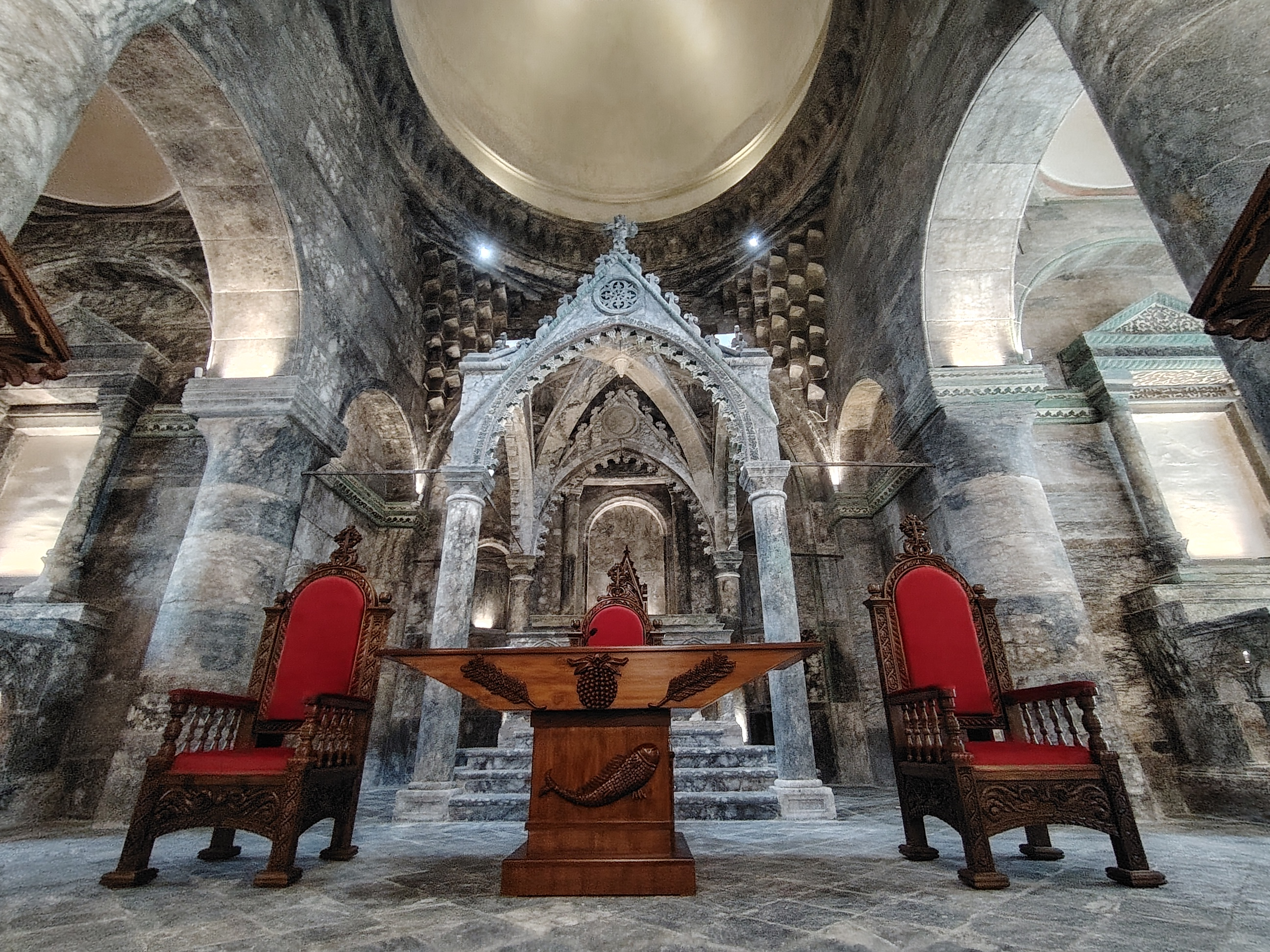
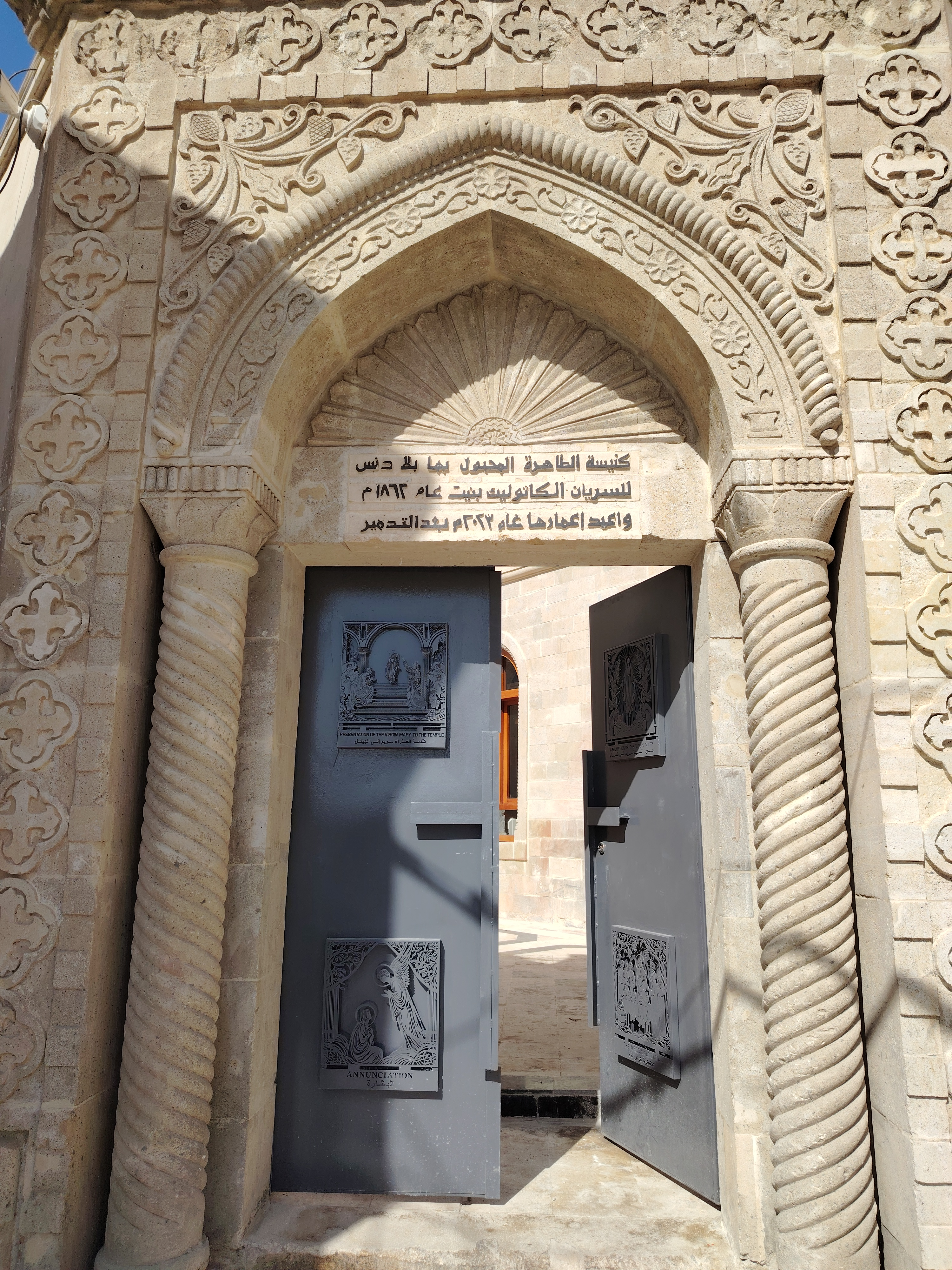
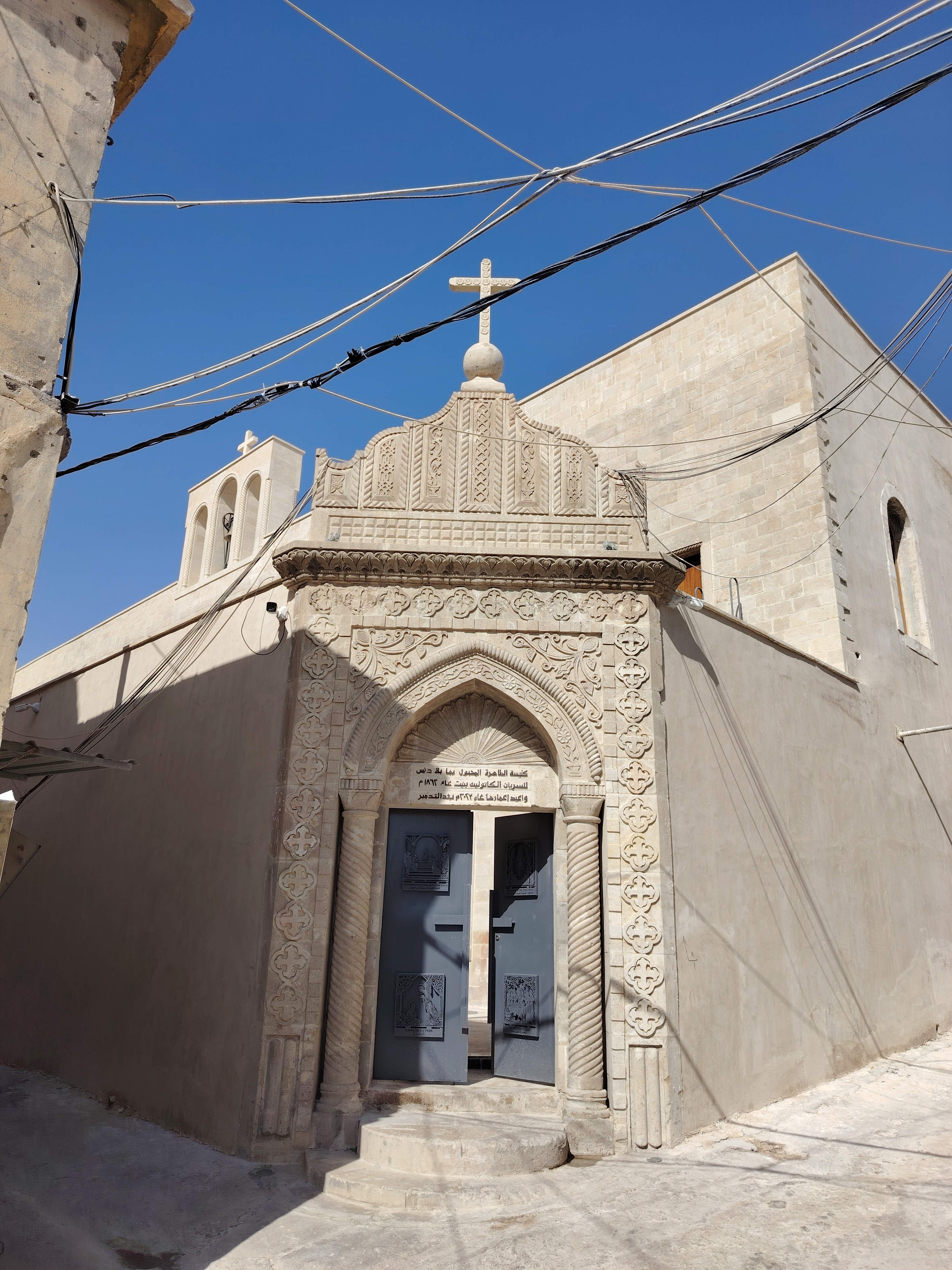
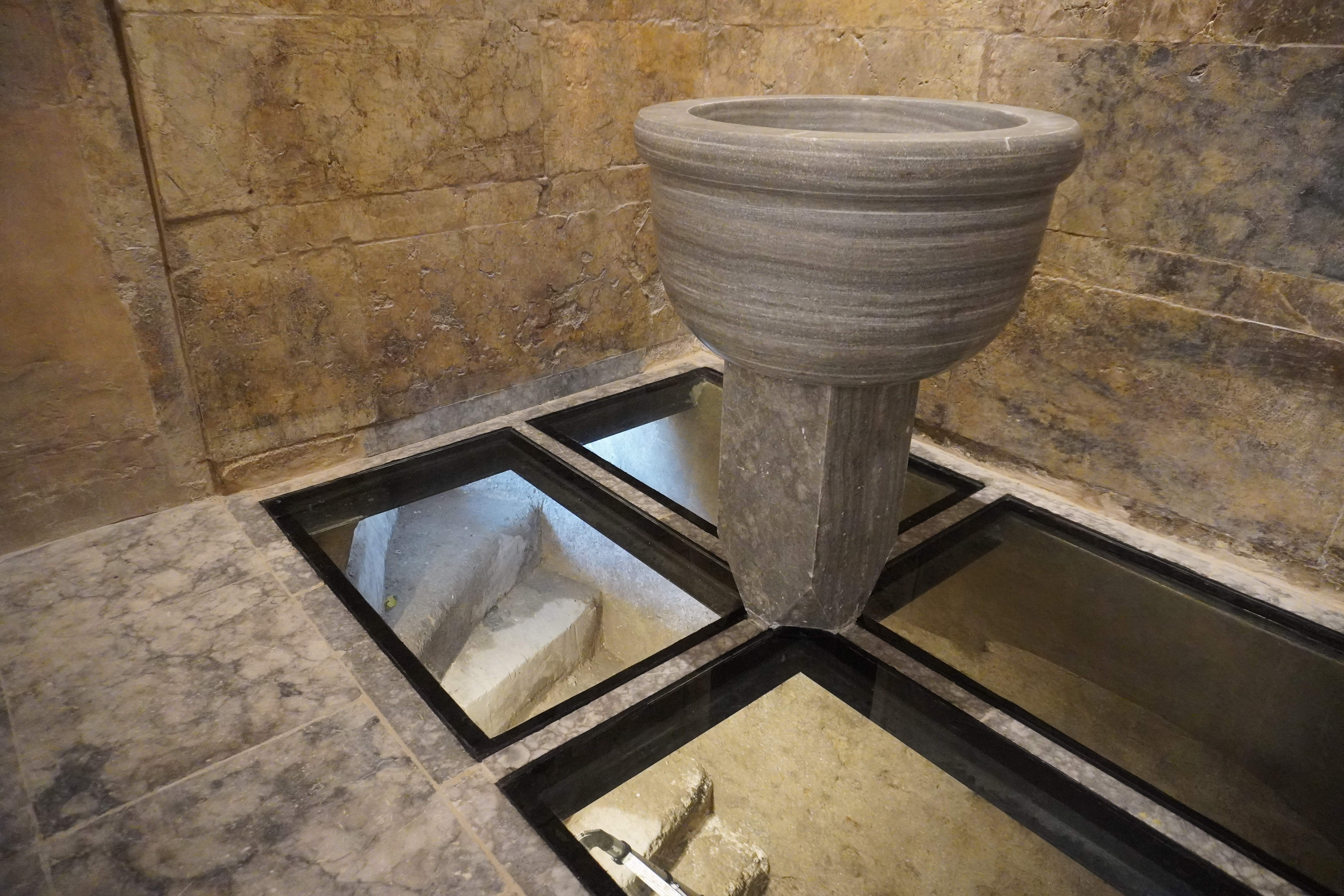
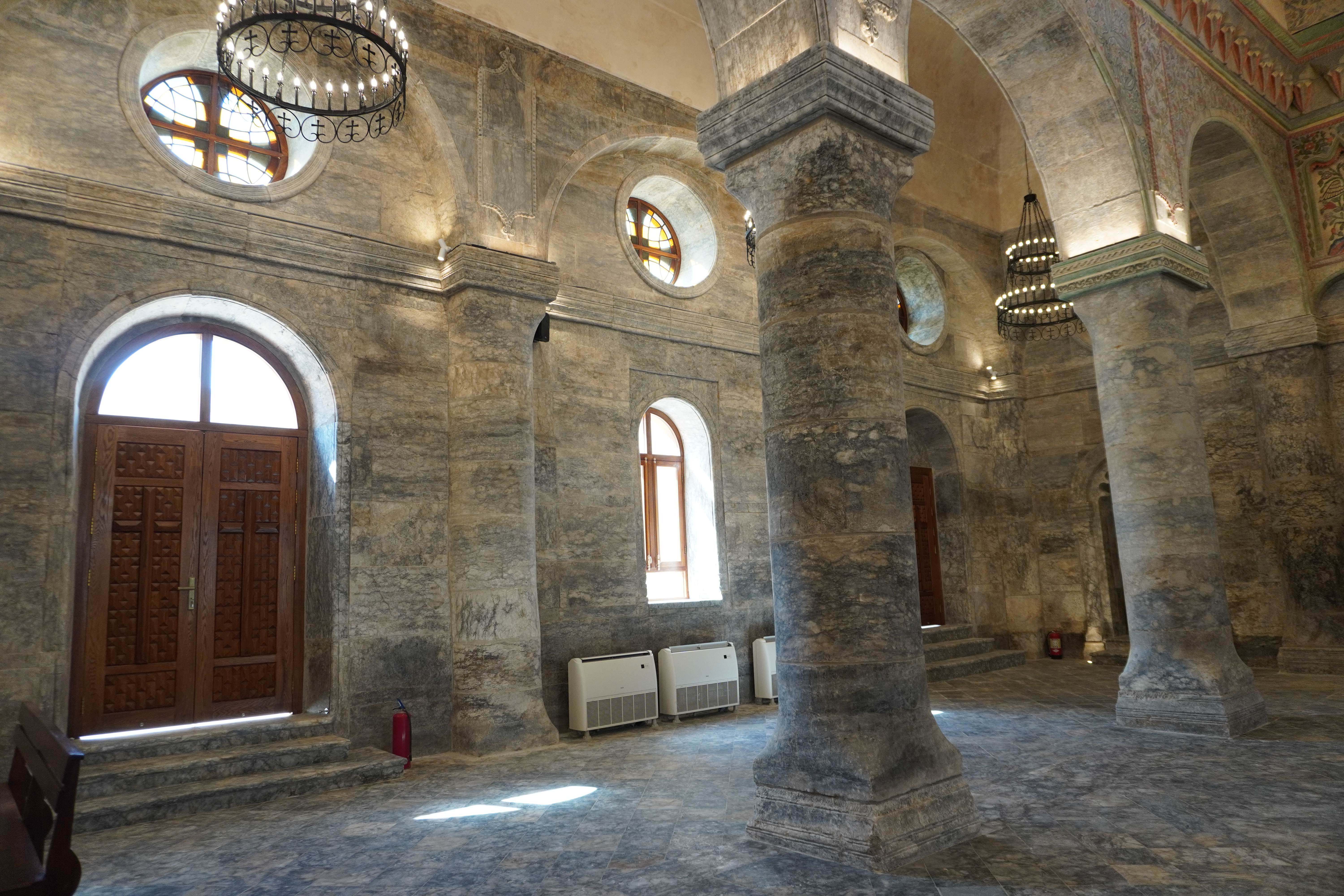
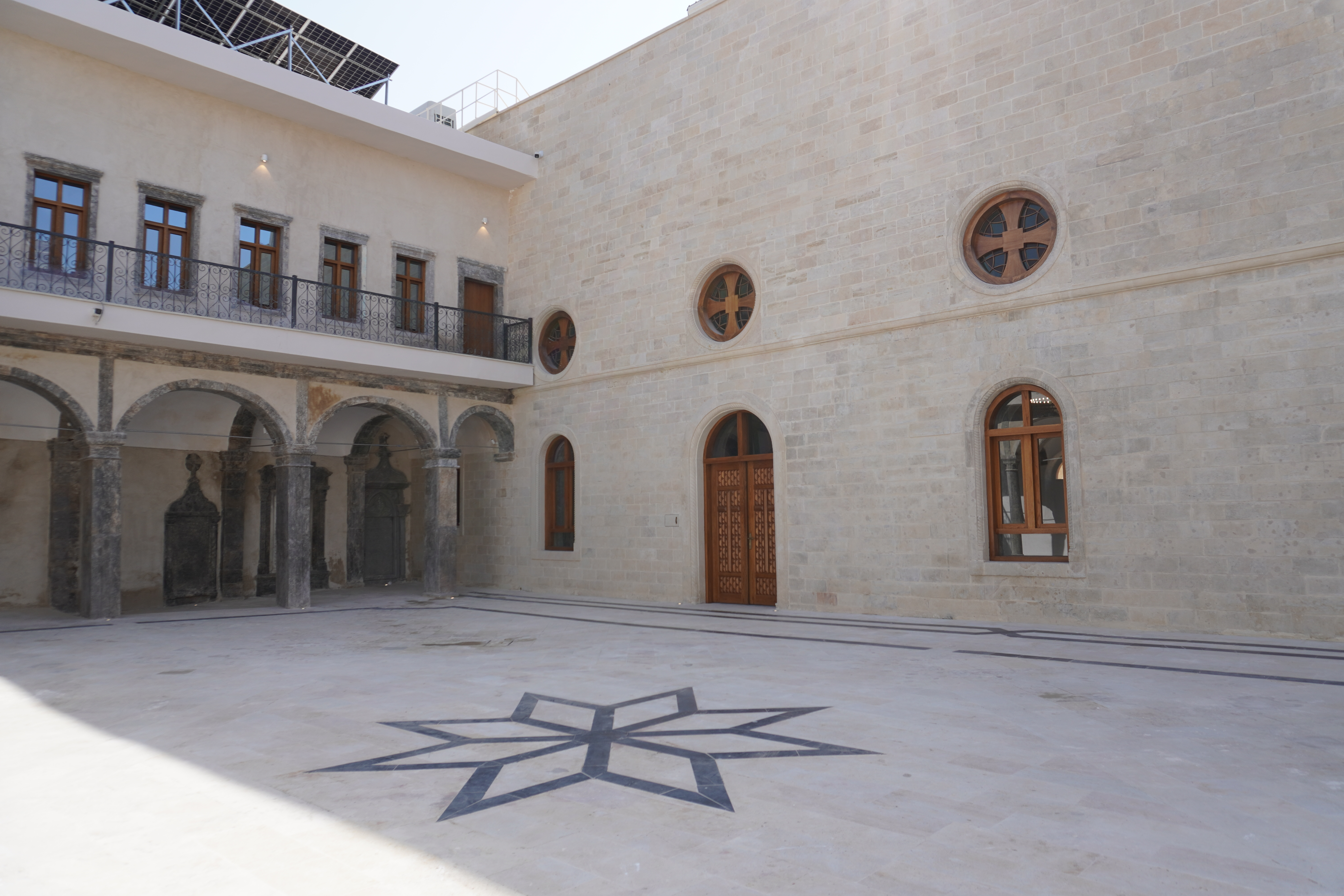
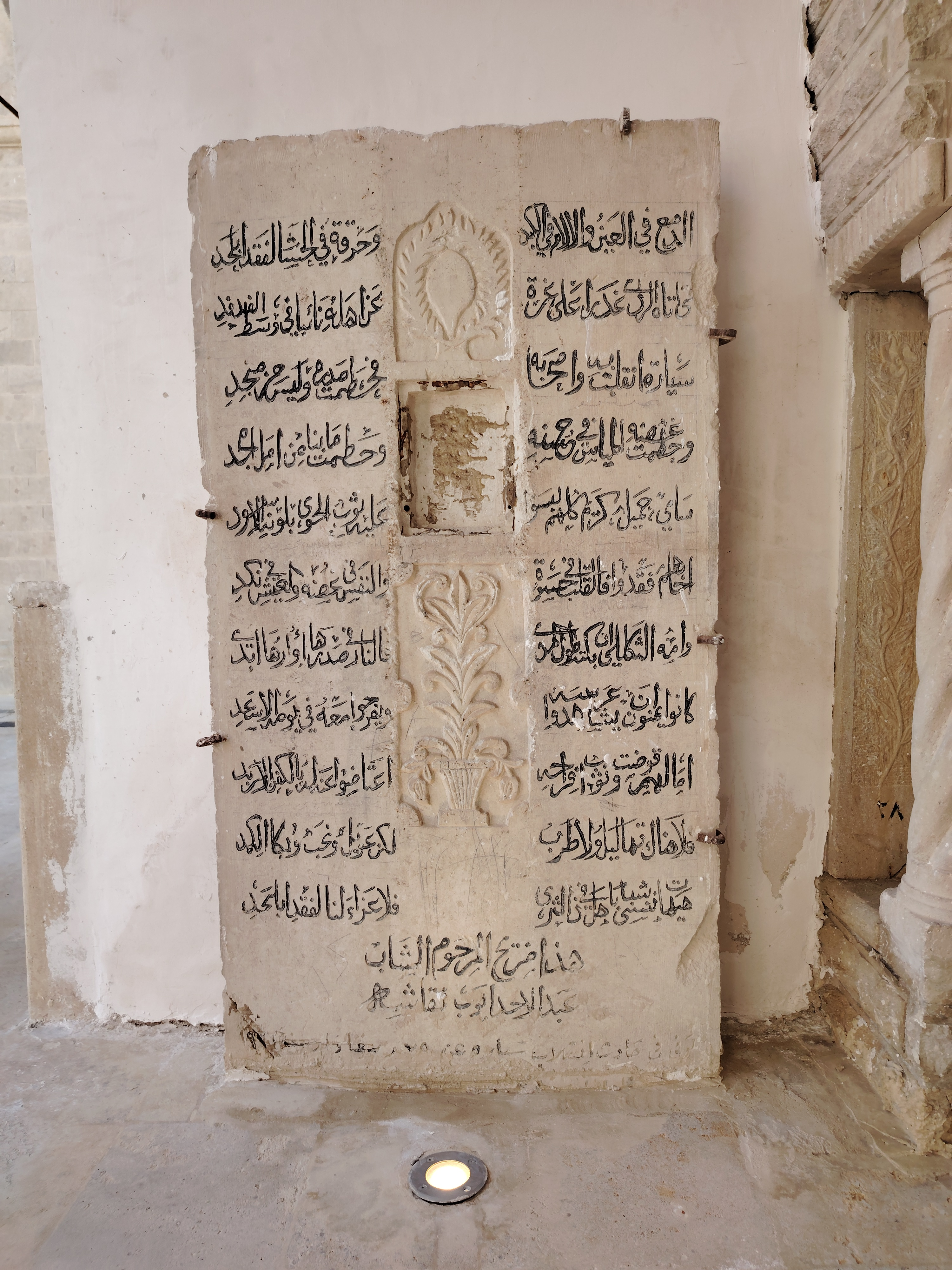
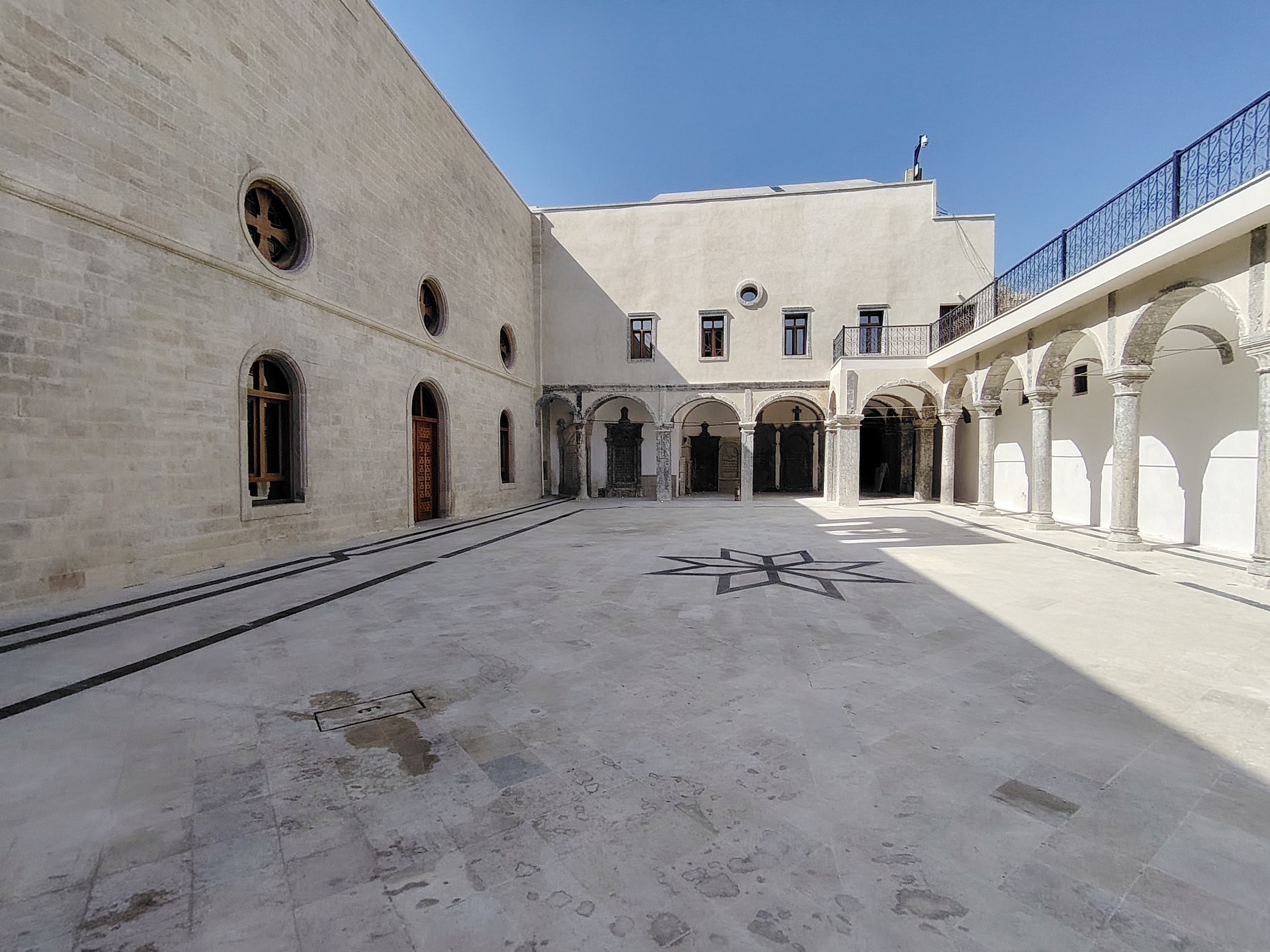

## تاريخ
شُيّدَ المبنى الحالي بين عامي 1859 و 1862 ليحل محل كنيسة قديمة مجاورة. وفي سنة 2015 دمّر الكنيسةَ جزئيًا  تنظيمُ الدول (داعش) خلال حملته لتدمير التراث الثقافي وخلال سنة 2014[محل شك] حتى 2017 نظمت اليونسكو جهود إعادة الإعمار بدعم من الإمارات العربية المتحدة لإعادة بناء الكنيسة. 